# 刑事紀錄科
刑事紀錄科（英文：Crime Records Bureau，縮寫：CRB）隸屬於香港警務處刑事及保安處刑事部，是香港的刑事紀錄的總儲存庫，設立了警務處姓名索引電腦系統，保存了各種不同種類的索引，主要責任為記載罪犯、通緝犯、疑犯、失蹤者、失物、行動未完成的手令及失車的詳細資料。同時就嚴重罪行被定罪犯人保留去氧核糖核酸樣本，編制樣本索引。刑事紀錄科24小時為到香港政府部門及前線警務人員提供最新資料紀錄。

## 組織
刑事紀錄科由一名警司出任主管。